# Darrington (Yokshire)
Pour les articles homonymes, voir Darrington.
Darrington est un village et une paroisse civile du Yorkshire de l'Ouest, en Angleterre.